# 马库斯·格兰隆德

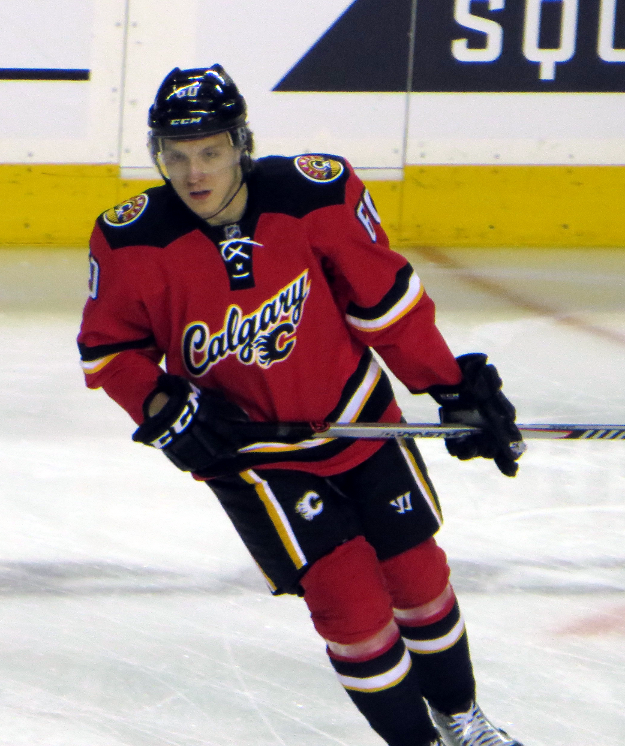
2014年攝

马库斯·格兰隆德（瑞典語：Markus Granlund，1993年4月16日—），芬兰男子冰球运动员，场上位置是前锋。他曾代表芬兰参加2022年冬季奥林匹克运动会冰球比赛，获得一枚金牌。